# Arise
Arise é o quarto álbum de estúdio da banda brasileira de thrash metal Sepultura, lançado em 25 de março de 1991 pela Roadrunner Records. Após o seu lançamento, o álbum recebeu críticas positivas de revistas de heavy metal como a Hard Rock, a Kerrang! e a Metal Forces. Arise é considerado o melhor álbum de Sepultura por muitos fãs da banda.
Se, por um lado, a música em Arise tem essencialmente o mesmo estilo death/thrash metal que o álbum anterior, Beneath the Remains, por outro, torna-se claro que o som da banda estava a adquirir um tratamento experimental. Arise apresentou Sepultura na sua primeira incursão na música industrial, no hardcore punk e na percussão Latina.
A turnê para a promoção do álbum foi a maior que o grupo tinha feito até então, passando por 39 países entre 1991 e 1992, totalizando mais de 220 shows. Neste período, Arise foi disco de ouro na Indonésia, a primeira certificação de indústria musical do Sepultura. No fim da excursão, já tinha alcançado a marca de platina pelas vendas realizadas em todo mundo.
Arise é um dos títulos incluídos no livro 1001 Albums You Must Hear Before You Die, editado pelo escritor Robert Dimery, e no livro Top 500 Heavy Metal Albums of All Time do jornalista e critico de música Martin Popoff.

## Produção
Em Agosto de 1990, a banda viajou à Flórida para trabalhar no álbum. Scott Burns voltou a ser produtor e engenheiro de som, e agora, com uma grande vantagem: Sepultura estava em casa, Morrisound, é um estúdio devidamente equipado para gravar o seu estilo de música. 
A Roadrunner Records forneceu um orçamento de $40.000, o que ajudou a explicar os valores elevados na produção do álbum. Isso permitiu, por exemplo, que Iggor e Burns passassem uma semana inteira apenas testando afinações no kit de bateria com práticas do microfone.

## Estilo musical
Apesar de Andreas Kisser afirmar que Arise "tem muito da mesma direção" do LP anterior, Beneath the Remains, era nítido que a música da banda estava, de certa, forma mudada. O ritmo alucinante do Sepultura estava um pouco mais cadenciado; o baterista Igor Cavalera começou a usar ritmos mais carregados de groove. De acordo com o especialista em metal Don Kaye, o álbum "representa a banda a levar o seu som inicial de death/thrash até à sua conclusão lógica."
Arise também apresentou as influencias não-metal da banda. Bandas como Einstürzende Neubauten, The Young Gods e Ministry faziam parte na altura dos hábitos de consumo musical dos membros da banda, e discretos toques de música industrial podem ser encontrados através do uso de samples e efeitos sonoros.
A marca de uma fase de percussão latina, juntamente com a bateria "tribal" que mais tarde veio a caracterizar a banda, revelou-se pela primeira vez na música "Altered State". O amor antigo da banda pelo hardcore punk é evidente em "Subtraction" e "Desperate Cry".

## Turnê e promoção
Um dia depois de terem acabado as gravações de Arise, Sepultura começou uma pequena turnê com as bandas de extreme metal Obituary e Sadus. Foi o começo da maior turnê de promoção feita pela banda, algo que iria correr o mundo e que iria durar dois anos. Em Janeiro de 1991, foram convidados para tocar no festival brasileiro Rock in Rio 2, e a sua atuação foi vista por uma multidão de mais 70,000 pessoas.
Em 1991, antes de saírem do Brasil para começarem uma turnê europeia, os Sepultura deram um concerto em São Paulo, a maior cidade do pais. O concerto realizou-se a 11 de Maio, na Praça Charles Miller (em frente do Estádio do Pacaembu). Os policias militares locais esperavam cerca de 10,000 pessoas para assistir ao concerto, no entanto, apareceram 30,000, fazendo do controle da multidão tarefa quase impossível. Seis pessoas ficaram feridas, 18 foram presas e uma foi morta a tiros. Uma semana antes, um jovem tinha sido esfaqueado e morto num concerto dos Ramones em São Paulo, durante uma briga entre headbangers e skinheads. Estes eventos tiveram um enorme impacto na mídia, repercutindo por todo o pais, e levando a que se criasse um enorme sentimento contra a música rock.
A digressão que Sepultura fez com os grupos de thrash metal Sacred Reich e Heathen foi um sucesso entre a critica. Pela primeira vez, conseguiram aparecer na capa da popular revista britânica de heavy metal Kerrang! e em grandes edições ou periódicos semanais da música pop como a Melody Maker e a NME, que publicaram longos artigos sobre o grupo. Quando na Espanha, a banda gravou o video Under Siege, que incluía o seu concerto em Barcelona e entrevistas com os membros. Depois da Europa, foram para a América do Norte com os pioneiros do grindcore Napalm Death, a banda nova-iorquina de hardcore punk Sick of It All e Sacred Reich. Sepultura acabaram o ano com uma pequena turnê na Alemanha com os lendários do NWOBHM Motörhead, e a banda da Florida de death metal Morbid Angel.
Conseguiram, então, um lugar em duas das mais procuradas turnês de rock no ano de 1992. Uma foi com o ex-vocalista de Black Sabbath, Ozzy Osbourne, que, naquela época, promovia o seu álbum multi-platinado No More Tears, enquanto o segundo foi com um dos baluartes do industrial metal, a banda Ministry, e com os influentes do género Alternative Metal/noise rock, os Helmet. Estas duas bandas haviam lançado nesse período os mais bem sucedidos álbuns da sua carreira, Psalm 69: The Way to Succeed and the Way to Suck Eggs e Meantime, respectivamente.
Foram retirados três singles de Arise: "Arise", "Dead Embryonic Cells" e "Under Siege (Regnum Irae)". O video para "Arise" foi filmado no Death Valley e mostra a banda a tocar durante o dia misturado com imagens de uma figura parecida com Cristo pendurada numa cruz, a usar uma máscara de gás. O video foi banido da MTV America devidos às suas imagens apocalípticas e religiosas. Contrariamente, a canção "Dead Embryonic Cells" juntamente com o seu video, fez com que a banda conquistasse novos terrenos devido a uma ampla rotação na MTV. Aparece mais tarde como uma das canções incluídas na estação de rádio Liberty City Hardcore no videojogo Grand Theft Auto IV: The Lost and Damned. Notavelmente, a estação tem Max Cavalera como DJ.
Uma versão melhorada de Arise foi editada pela Roadrunner em 1997, com apontamentos do critico de musica Don Kaye e quatro faixas bónus: uma cover de "Orgasmatron", um original de Motörhead, uma remistura de "Desperate Cry" e outras duas canções nunca antes editadas. Também foi incluída uma série de fotografias do período Arise no livro do CD.

## Recepção

### Critica profissional
| Críticas profissionais        | Críticas profissionais |
| Avaliações da crítica         | Avaliações da crítica  |
| Fonte                         | Avaliação              |
| ----------------------------- | ---------------------- |
| AllMusic                      | [ 24 ]                 |
| Encyclopedia of Popular Music | [ 27 ]                 |
| Martin C. Strong              | 6/10                   |
| MusicHound                    | [ 27 ]                 |
| Q                             | [ 28 ]                 |

Arise recebeu elogios de uma ampla variedade de fontes. Na altura do seu lançamento, os grandes jornais brasileiros já conheciam a banda, e as cópias que lhes foram disponibilizadas de antemão receberam boas criticas. Artur G. Couto Duarte, do Estado de Minas, descreveu a paisagem sonora de Sepultura como "histórias de mundos estéreis onde reinam a doença, a fome, a tortura e a morte". Sérgio Sá Leitão da Folha de S.Paulo, apontou a melhoria das habilidades da banda como compositores, chamando a atenção para o uso ocasional da contenção por parte da banda, beneficiando as suas canções como um todo.
As revistas internacionais também tomaram nota do lançamento de Arise. Semanários de enorme tiragem britânicos, como o Melody Maker e o NME, escreveram longos artigos sobre a banda, com muitos elogios. Um jornalista do Melody Maker escreveu: "Sepultura é [...] uma banda de metal brasileira que parece estar em vias de ficar grande - maior talvez que Slayer, os seus únicos e verdadeiros rivais." Revista especificas daquele género também tiveram uma reacção positiva para com o grupo. A alemã Thrash elegeu Sepultura como a melhor banda do mundo, derrotando os principais candidatos Metallica e Slayer. Sepultura também foram figuras proeminentes nas maiores publicações de metal da altura, como a Kerrang!, a Rock Hard e a Metal Forces.
Através dos anos, Arise tem sido continuamente elogiado pela imprensa da especialidade, não apenas como um marco da carreira da banda, mas também para com o extreme metal em geral. Em Novembro de 1996, a revista Q disse que "Arise continuar a ser a sua marca de água de thrash, que parece um homem cheio de raiva a mandar ferramentas para dentro de um urinol enquanto lê o Livro das Revelações [sic]." O contribuidor do site AllMusic, Eduardo Rivadavia, considera que Arise "envelheceu surpreendentemente bem" e que é "um clássico do death metal." Dan Marsicano do site About.com, colocou Arise em primeiro lugar na lista dos melhores álbuns de Sepultura e refere que é "o magnum opus da banda, onde todas as peças se juntam perfeitamente". Arise é um dos títulos incluídos no livro 1001 Albums You Must Hear Before You Die (2006), editado pelo escritor Robert Dimery, e no livro Top 500 Heavy Metal Albums of All Time do jornalista e critico de música Martin Popoff.

### Vendas
Arise foi o primeiro álbum de Sepultura a entrar nas tabelas da Billboard, no número 119. Também foi o primeiro a conseguir uma certificação musical — Arise ganhou um disco de ouro em 1992, por ter vendido 25.000 cópias na Indonésia. Em 1993, o álbum já tinha vendido mais de 1 milhão de unidades mundialmente. Em 2001, ganhou a segunda certificação: prata no Reino Unido, por ter ultrapassado as 60,000 cópias vendidas.

## Faixas
Todas as músicas compostas pelo Sepultura, exceto quanto anotado.
| N.º | Título                      | Letras         | Duração |  |
| 1.  | "Arise"                     | Max Cavalera   | 3:19    |  |
| 2.  | "Dead Embryonic Cells"      | Cavalera       | 4:52    |  |
| 3.  | "Desperate Cry"             | Andreas Kisser | 6:41    |  |
| 4.  | "Murder"                    | Cavalera       | 3:27    |  |
| 5.  | "Subtraction"               | Kisser         | 4:48    |  |
| 6.  | "Altered State"             | Kisser         | 6:34    |  |
| 7.  | "Under Siege (Regnum Irae)" | Cavalera       | 4:54    |  |
| 8.  | "Meaningless Movements"     | Kisser         | 4:40    |  |
| 9.  | "Infected Voice"            | Kisser         | 3:19    |  |

| Faixas bónus (Edição brasileira/europeia) |                                    |                                          |         |  |
| N.º                                       | Título                             | Compositor(es)                           | Duração |  |
| 10.                                       | "Orgasmatron" (cover de Motörhead) | Würzel, Phil Campbell, Pete Gill e Lemmy | 4:15    |  |

| Reedição de 1997 |                                   |                        |         |  |
| N.º              | Título                            | Letras                 | Duração |  |
| 11.              | "Intro"                           | (instrumental)         | 1:32    |  |
| 12.              | "C.I.U. (Criminals in Uniform)"   | Katherine Ludwig Moses | 4:17    |  |
| 13.              | "Desperate Cry (Scott Burns Mix)" | Kisser                 | 6:43    |  |

## Tabelas
Álbum
| Parada musical (1991)                 | Melhor posição |
| ------------------------------------- | -------------- |
| Estados Unidos (Billboard 200)        | 119            |
| Suíça (Schweizer Hitparade)           | 24             |
| Alemanha (Offizielle Deutsche Charts) | 25             |
| Países Baixos (Dutch Charts)          | 68             |
| Suécia (Sverigetopplistan)            | 46             |
| Reino Unido (UK Albums Chart)         | 40             |

Single
| Reino Unido | UK Singles Chart | 91 |

## Créditos
Créditos adaptados a partir do AllMusic.
Sepultura
- Max Cavalera - Voz e guitarra
- Andreas Kisser - Guitarra e voz de apoio
- Igor Cavalera - Bateria
- Paulo Jr. - Baixo

Produção
- Sepultura - produção
- Scott Burns – produtor, engenheiro de som, assistência na letra e traduções
- Andy Wallace – mistura
- Fletcher McLean – engenheiro assistente, assistência na letra e traduções
- Steve Sisco – assistente na mistura
- Howie Weinberg – Master tape
- Henrique Portugal – sintetizador[44]
- Kent Smith – efeitos sonoros
- Michael Whelan – ilustração da capa ("Arise")
- Tim Hubbard – fotografia
- Patricia Mooney – direcção de arte
- Don Kaye – notas
- Carole Segal – fotografia
- Alex Solca – fotografia
- Shaun Clark – fotografia
- Rui Mendes – fotografia
- Bozo – logótipo tribal "S"

## Honras
Excepto quando está citado, as honras e reconhecimentos aqui listados atribuídos a Arise foram adaptadas a partir de Acclaimed Music.
| Publicação    | Honra                                    | Ano  | Posição |
| ------------- | ---------------------------------------- | ---- | ------- |
| Robert Dimery | 1001 Albums You Must Hear Before You Die | 2012 | *       |
| Martin Poppof | Top 500 Heavy Metal Albums of All Time   | 2004 | 67      |
| Terrorizer    | The 100 Most Important Albums of the 90s | 2000 | *       |
| Rock Hard     | Top 300 Albums                           | 2001 | 25      |
| Kerrang!      | Albums of the Year                       | 1991 | 7       |